# Позднякова, Татьяна Васильевна
Татья́на Васи́льевна Поздняко́ва (род. 4 марта 1955, Укыр, Бурятия) — советская и украинская легкоатлетка, специалистка по бегу на средние и длинные дистанции, кроссу и марафону. Выступала за сборную СССР по лёгкой атлетике в 1980-х годах, обладательница бронзовой медали чемпионата мира по кроссу, победительница командного зачёта кроссового чемпионата мира, многократная чемпионка СССР в различных легкоатлетических дисциплинах. В поздние годы проявила себя в беге по шоссе, двукратная победительница Лос-Анджелесского марафона (2003, 2004). Заслуженный мастер спорта СССР.

## Биография
Татьяна Позднякова родилась 4 марта 1955 года в селе Укыр Еравнинского района Бурятской АССР. В возрасте шести лет переехала с семьёй в село Гонда, окончила здесь начальную школу, после чего училась в школе-интернате в селе Можайка.
По окончании школы поступила в педагогическое училище в Улан-Удэ, где начала серьёзно заниматься лёгкой атлетикой. Проходила подготовку под руководством тренера Виктора Андреевича Домнина, представляла добровольное спортивное общество «Трудовые резервы». Неоднократно побеждала на республиканских и всероссийских первенствах. Впервые заявила о себе на международном уровне в 1979 году, став десятой в беге на 3000 метров на Мемориале братьев Знаменских в Каунасе.
В 1980 году на соревнованиях в Донецке впервые стала чемпионкой СССР в беге на 3000 метров.
Попав в состав советской национальной сборной, в 1981 году выступила на чемпионате мира по кроссу в Мадриде, где финишировала девятой в личном зачёте и вместе со своими соотечественницами стала победительницей командного зачёта. Также показала четвёртый результат в дисциплине 3000 метров на Кубке мира в Риме, приняла участие в матчевых встречах со сборными Румынии и США.
На зимнем чемпионате СССР 1982 года в Москве стала бронзовой призёркой в беге на 3000 метров, тогда как на летнем чемпионате СССР в Киеве взяла бронзу на дистанции 1500 метров. Заняла 11-е место на кроссовом чемпионате мира в Риме, вновь выиграв здесь командный зачёт. Представляла страну на чемпионате Европы в Афинах, показав в дисциплине 3000 метров четвёртый результат.
В 1983 году выиграла бронзовую медаль личного первенства на чемпионате мира по кроссу в Гейтсхеде, в то время как в командном первенстве на сей раз советские бегуньи стали вторыми. Также в этом сезоне выиграла чемпионат СССР по кроссу в Кисловодске в дисциплине 6 км и стала бронзовой призёркой национального чемпионата на дистанции 10 000 метров.
В 1984 году завоевала серебряную медаль в беге на 1500 метров на зимнем чемпионате СССР в Москве, стала серебряной призёркой в беге на 3000 метров на чемпионате Европы в помещении в Гётеборге. На летнем чемпионате СССР в Донецке получила бронзу на дистанции 3000 метров.
В 1985 году выиграла кроссовый чемпионат СССР в Кисловодске в дисциплине 5 км, приняла участие в кроссовом чемпионате мира в Лиссабоне, где заняла 19-е место в личном зачёте и стала серебряной призёркой командного зачёта. Также взяла бронзу в беге на 3000 метров на чемпионате СССР в Ленинграде, в той же дисциплине завоевала серебряную медаль на Кубке мира в Канберре.
Выйдя замуж за украинского бегуна и тренера Александра Загоруйко, с 1986 года постоянно проживала в Виннице. В связи с рождением сына Евгения взяла некоторый перерыв в спортивной карьере, но в 1989 году успешно вернулась в большой спорт. В частности в этом сезоне победила на чемпионате СССР по кроссу в Батуми, выступила на чемпионате мира по кроссу в Ставангере, завоевала золото в беге на 3000 и 5000 метров на чемпионате СССР в Горьком, стала серебряной призёркой в дисциплине 3000 метров на Кубке мира в Барселоне.
На зимнем чемпионате СССР 1990 года в Челябинске взяла бронзу в беге на 5000 метров. Помимо этого, стартовала на кроссовом чемпионате мира в Экс-ле-Бен.
В 1991 году на чемпионате страны в рамках летней Спартакиады народов СССР стала бронзовой призёркой в беге на 3000 метров и одержала победу в беге на 10 000 метров. Представляла Советский Союз в дисциплине 10 000 метров на чемпионате мира в Токио — с результатом 32:35,17 расположилась в итоговом протоколе соревнований на тринадцатой строке.
После распада Советского Союза в течение некоторого времени выступала за сборную Украины. Так, в 1993 году представляла украинскую команду на чемпионате мира по полумарафону в Брюсселе, а в 1994 году стартовала на чемпионате мира по кроссу в Будапеште. Начиная с этого времени активно выступала на коммерческих шоссейных стартах, преимущественно на территории США, в том числе добилась определённых успехов на марафонской дистанции.
В 2003 и 2004 годах дважды подряд выигрывала Лос-Анджелесский марафон, неоднократно занимала призовые места на других соревнованиях, побеждала и устанавливала рекорды в мастерских категориях. Демонстрируя выдающееся спортивное долголетие, оставалась действующей элитной спортсменкой вплоть до 2011 года.
Удостоена звания  «Почётный гражданин Еравнинского района» (2009). Ежегодно в Еравнинском районе проходят турниры по лёгкой атлетике на призы Татьяны Поздняковой.